# Isla Espíritu Santo
Isla Espíritu Santo är en cirka 80 km² stor ö i Californiaviken. Ön ingår i kommunen La Paz i den mexikanska delstaten Baja California Sur. Ön ligger ungefär 32 km norr om kommunens huvudort La Paz som ligger på halvön Baja California. Genom en bara 140 meter bred sund skils Espíritu Santo från den mindre ön Isla Partida.
Hela ön köptes 2003 av den amerikanska miljöskyddsorganisationen The Nature Conservancy för att bevara naturen. Även 490 km² av det omgivande havet ingår i skyddsområdet. Hela regionen är rik på djur- och växtarter. Här finns till exempel större kolonier av kaliforniskt sjölejon och havssköldpaddor. Området är en rastplats för hammarhajar under vandringen. Med den svarta åsneharen (Lepus insularis) förekommer ett endemiskt däggdjur på ön.